# (7089) 1992 FX1
(7089) 1992 FX1 là một tiểu hành tinh vành đai chính. Nó được phát hiện bởi Seiji Ueda và Hiroshi Kaneda ở Kushiro, Hokkaidō, Nhật Bản, ngày 23 tháng 3 năm 1992.